# Doleschallia apameia
Doleschallia apameia är en fjärilsart som beskrevs av Hans Fruhstorfer 1912. Doleschallia apameia ingår i släktet Doleschallia och familjen praktfjärilar. Inga underarter finns listade i Catalogue of Life.